# Néfernéferouaton Tasherit
Néfernéferouaton Tasherit était la quatrième fille du pharaon Akhenaton et de la grande épouse royale Néfertiti.
Néfernéferouaton est née durant l'an VII du règne de son père. Il est très probable qu'elle naquit à Akhetaton, capitale du règne amarnien. Son nom, Néfernéferouaton (« Belle est la perfection d'Aton ») est la copie exacte de celui que prit sa mère Néfertiti en l'an V du règne (Tasherit signifiant simplement la jeune ou la petite). 
Elle est représentée avec ses sœurs Mâkhétaton et Ânkhésenpaaton, se lamentant à la mort de Mâkhétaton, en l'an XIV du règne, alors que ses plus jeunes sœurs Néfernéferourê et Sétepenrê n'y figurent pas. 
Comme pour ces deux dernières, on ignore quelle fut la vie de cette princesse, ni les circonstances de sa mort. 